# Elise Estrada
 (mars 2011).
Si vous disposez d'ouvrages ou d'articles de référence ou si vous connaissez des sites web de qualité traitant du thème abordé ici, merci de compléter l'article en donnant les références utiles à sa vérifiabilité et en les liant à la section « Notes et références ».
Elise Estrada est une chanteuse et actrice canadienne, née le 30 juillet 1987 aux Philippines.

## Biographie
Née aux Philippines, elle est partie vivre à Vancouver au Canada à l'âge de 4 ans. Elle a une sœur cadette, Emmalyn Estrada, qui est aussi chanteuse, ainsi que deux frères plus jeunes. Durant son adolescence, Elise a participé à plusieurs compétitions de chant. À l'âge de 17 ans, Elise gagne le prix de Miss Vancouver Princess.

## Carrière
En 2006, elle était finaliste à l'émission de télé-réalité philippine Pinoy Pop Superstar.
En 2007, Elise a gagné le Beat Music Awards 2007 et elle a signé un contrat avec le label, RockSTAR Music Corporation. Son premier single, Insatiable, est sorti en mai 2007 et s'est placé no 1 dans le Top 40 au Canada.
Entre 2008 et 2009, Elise a participé au Canada Day Festival.
En août 2009, Elise a créé sa propre émission de télé canadienne de 20 épisodes, diffusée sur MuchMusic, dans laquelle Elise a interprété ses chansons Love Court et First Degree.
Le 9 juillet 2010, son nouveau single You're So Hollywood est sorti sur iTunes.
Elise a assuré les premières parties des tournées de Rihanna, Girlicious, Nelly, Backstreet Boys, Lady Gaga, 50 Cent, Sean Kingston et Shawn Desman.
Le 9 novembre 2010, son second album Here Kitty Kittee est sorti.
Le 1er décembre 2010, son deuxième single Lipstick, extrait de son nouvel album Here Kitty Kittee, est sorti.
Elise est apparue dans un épisode de la série dramatique, Hellcats dans lequel elle chante une chanson baptisée I Be That.

## Discographie
- 2008 : Elise Estrada
- 2010 : Here Kitty Kittee

## Singles
| Année | Single              | Album             |
| ----- | ------------------- | ----------------- |
| 2007  | Insatiable          | Elise Estrada     |
| 2007  | Ix Nay              | Elise Estrada     |
| 2007  | Unlove You          | Elise Estrada     |
| 2008  | These Three Words   | Elise Estrada     |
| 2008  | Crash & Burn        | Elise Estrada     |
| 2009  | Poison              | Elise Estrada     |
| 2009  | One Last Time       | Elise Estrada     |
| 2010  | You're So Hollywood | Here Kitty Kittee |
| 2010  | Lipstick            | Here Kitty Kittee |